# Catalão
Catalão je grad i općina u Brazilu, u središnjem dijelu države Goiás, 255 kilomeztra od Goiânia. Po procjenama iz 2007. imao je 75.600 stanovnika.